# Delfín Negro

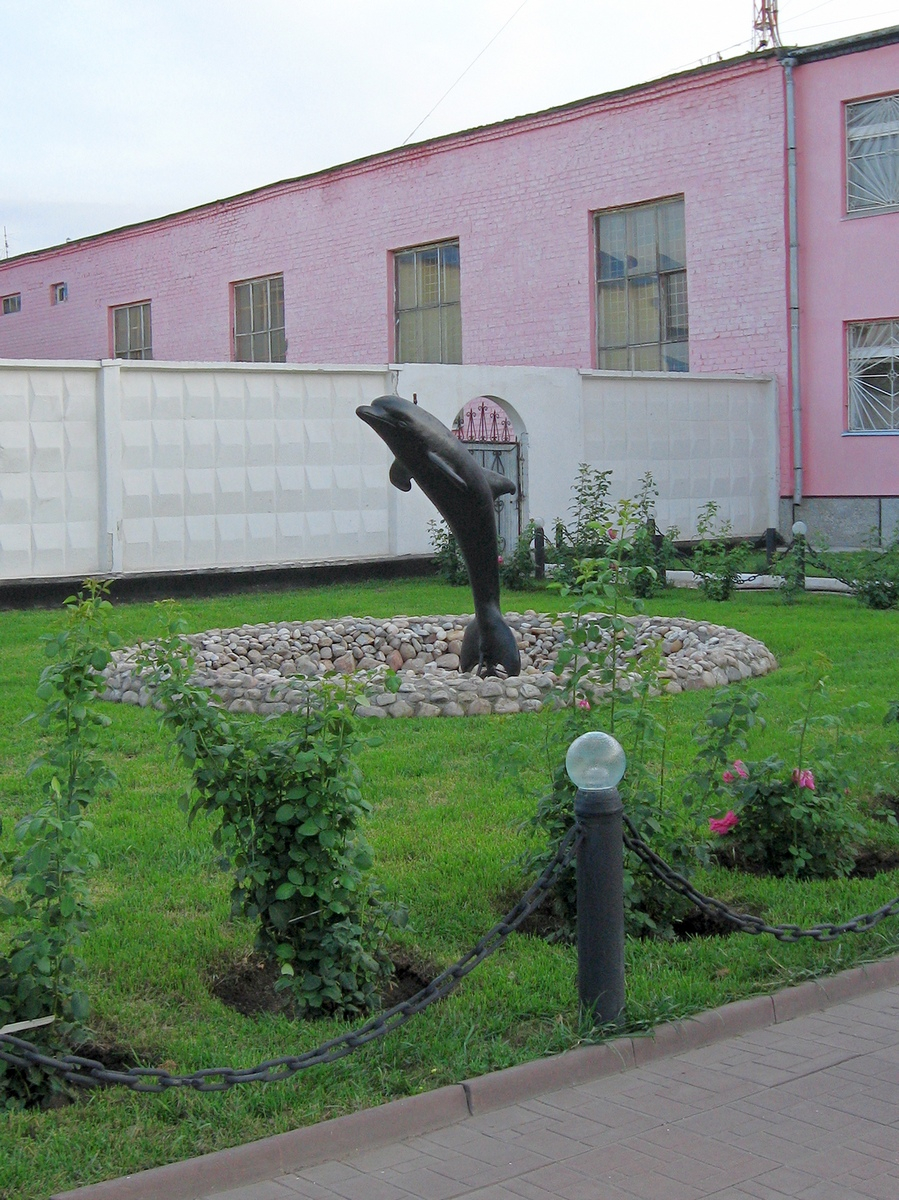
Fuente del Delfín Negro a la entrada de la penitenciaría

La Institución Federal Gubernamental (FKU) de la Colonia Penitenciaria IK-6 UFSIN de Rusia del Óblast de Oremburgo (en ruso: ФКУ ИК-6 УФСИН России по Оренбургской области, transl.: FKU IK-6 UFSIN Rossii po Orenburgskoi Oblasti), conocida popularmente como Delfín Negro (Чёрный дельфин, Chyorniy Del'fin) es una prisión localizada en Sol-Iletsk, Oremburgo dirigida por el Servicio Federal Penitenciario de Rusia. Está considerada como una de las cárceles "más estrictas" de la Federación Rusa.
Es una de las cárceles más antiguas del país y una de las primeras de la región de Oremburgo para los sentenciados a penas de cadena perpetua. Durante un tiempo estuvo regida como un campo de trabajos forzados. Su primera mención data de 1745. Tras la disolución de la Rebelión Cosaca de 1773, se construyó para la deportación de delincuentes. El sobrenombre de "Delfín Negro" viene de una fuente cercana a la entrada principal en el que se encuentra un delfín del mismo color. La escultura fue creada por los propios reclusos. A partir del 1 de noviembre de 2000 se empezó a acoger presos sentenciados de por vida.
La cárcel se encuentra cerca de la frontera con Kazajistán y acoge aproximadamente a 700 criminales considerados "peligrosos" por el Gobierno Ruso. Dentro se encuentran pedófilos o pederastas, asesinos, terroristas, caníbales y otros a los que reciben la denominación de "maníacos".
A la llegada de estos, los guardas de la prisión los escoltan hacia dentro con los ojos vendados de tal manera que no puedan orientarse en caso de que alguno intente escaparse. Incluso a la hora de ser llevados de un edificio a otro, es obligatorio que estén a ciegas. Otra característica principal es que los presos son trasladados (aparte de esposados) en posición fetal con las manos a la espalda por encima de la cadera. Esta postura permite a los guardias ejercer un máximo control sobre el reo, puesto que su capacidad de movimiento queda prácticamente reducido de modo que no puede atacar a los funcionarios. Aunque ha habido rumores sobre posibles agresiones a presos, no se han confirmado incidentes ni quejas de ninguna clase.
Dentro del edificio, los presos permanecen aislados las 24 horas del día en una celda reforzada por tres puertas de acero. Tan solo disponen de hora y media, tiempo que aprovechan para hacer ejercicio en una celda de espacio reducido mientras los guardias registran la habitación del reo por si hubiere contrabando. A lo largo de la jornada son vigilados continuamente y con frecuencia no se les permite acostarse o sentarse en sus literas hasta que se les concede el permiso. Cada cuarto de hora estos son vigilados para asegurarse de que cumplen las normas. En cuanto a la comida, comen cuatro veces al día desde su propia celda.
Al ser un espacio completamente hermético, la única conexión que disponen del exterior es la literatura, los periódicos y la radio. En caso de recibir órdenes por parte de las autoridades penitenciarias, los reclusos deben responder "Sí, señor jefe" (Yest, Grazhdanin nachalnik)